# Hugues Puel
Hugues Puel, né le 27 avril 1932 à Bordeaux, est un économiste, enseignant et prêtre dominicain. Il a dirigé l’association Économie et Humanisme.

## Économiste du travail
Hugues Puel est né en 1932 à Bordeaux. Il fait des études de droit, de sciences politiques et d'économie à l'université de Bordeaux.
Il poursuit une carrière universitaire en tant que maître de conférences à la faculté des sciences économiques et de gestion à l'université Lumière (Lyon-II) de 1968 à 1993. Il se spécialise en économie du travail.
Dans la presse, Hugues Puel a été chroniqueur au sein du forum du quotidien La Croix.
Il est l'auteur de plusieurs ouvrages sur le chômage et le système de l'emploi, sur l'économie et l'éthique économique.

## Prêtre dominicain et responsable d’Économie et Humanisme
Hugues Puel entre chez les Dominicains en 1957. Il s'engage dans le mouvement Économie et humanisme (E&H), fondé par un autre Dominicain, Louis-Joseph Lebret.
Devenu directeur général d'Économie et humanisme de 1969 à 1973, Hugues Puel est également directeur de la revue Économie et humanisme de 1968 à 1979.
Il est un des rédacteurs du manifeste de 1976 d'Économie et Humanisme. Plaidant « pour une Humanité libérée », le manifeste dénonce « un prétendu ordre social qui crée l'inégalité, l'injustice et le désordre humain » et propose de « construire de nouvelles formes d'interdépendance et de solidarité, respectueuses de l'autonomie des groupes et des pays les plus faibles ». C’est le troisième manifeste d’E&H, le premier publié après le décès de Louis-Joseph Lebret.
Hugues Puel contribuera également aux manifestes rédigés en 1995 et 2006, avant la disparition de l’association E&H en 2007.

### Œuvres de Hugues Puel
- Pour une anthropologie économique, Éditions Mélibée, Toulouse, 2014.
- Une éthique pour l'économie, Ethos, crises, choix, Cerf, 2010.
- Économie et humanisme dans le mouvement de la modernité, préface de Denis Clerc, Cerf, 2004.
- L'économie au défi de l'éthique, Cerf, Paris, 1997
- Les Paradoxes de l’économie - L'éthique au défi, Bayard Centurion, Paris, 1995
- Les économistes radicaux aux USA, éditions Universitaires, Paris, 1974
- Chômage et capitalismes contemporains, éditions Ouvrières, Paris, 1971
- Le problème du chômage aux États-Unis, chez l'auteur, 1968.